# Antykwa barokowa

Przykładowy krój: Janson (krój pisma)

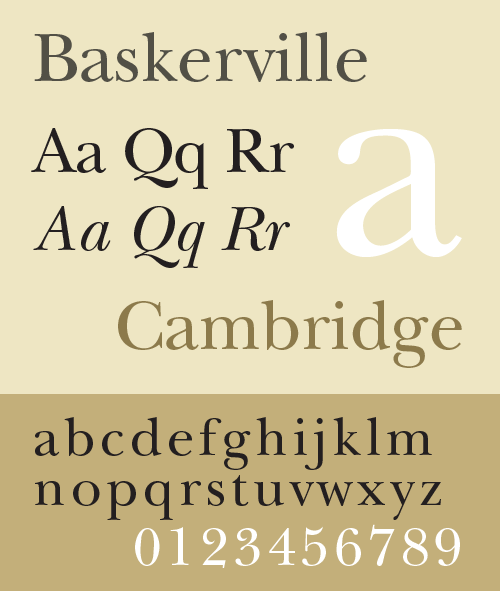
Przykładowy krój: Baskerville

Antykwa barokowa − rodzaj pisma antykwowego, który rozwinął się w okresie baroku, cechujący się dużą czytelnością i trwałością. Antykwa barokowa jest często określana jako rodzaj łącznika między elegancją i lekkimi formami antykw renesansowych, a starannie modelowanymi antykwami klasycystycznymi.

## Historia
Rozkwit antykwy barokowej przypadł na wiek XVII. W powszechnym użyciu była ona jeszcze przez większą część wieku XVIII, natomiast w kolejnym stuleciu nastąpiło jej odrodzenie. W związku z rozwojem technik graficznych, m.in. użycia suchej igły i stalorytu, obraz litery stał się wyraźniejszy niż we wcześniejszych krojach, zwłaszcza w zakresie szczegółów i zróżnicowania grubości kresek.
Rozwój antykwy barokowej zaznaczył się głównie w Europie Zachodniej, przede wszystkim w Anglii, Francji i Holandii.
Holenderskie antykwy barokowe powstały w wieku XVII, a ich główni autorzy to Anton Janson, Christoffel van Dijck i Johann Michael Fleischmann. Kroje tego pisma podobne są do antykw renesansowych, a ich cechą charakterystyczną jest smukłość linii.
Francuska odmiana antykwy barokowej powstała w 1692 roku, kiedy to Ludwik XVI zlecił zaprojektowanie nowego kroju pisma – Romain du Roi. Zostało ono opracowane przez Philippe'a Grandjeana i mogło być używane tylko w Drukarni Królewskiej. Pierre Simon Fournier stworzył na jego podstawie krój do użytku ogólnego.
Typ angielski rozwinął się w wieku XVIII, a jego główni przedstawiciele to William Caslon i John Baskerville.
W późniejszym okresie powstawały adaptacje stylów historycznych, wśród których można wymienić:
- Monotype „Garamond” – oparty na kroju francuskiego typografa Jeana Jannona z ok. 1621 r.
- Elzevir – powstały na podstawie kroju stworzonego przez Christoffela van Dijcka z Amsterdamu w latach 60. XVII w.
- Linotype Janson Text – wzorowany na kroju Miklósa Kisa z Amsterdamu z ok. 1685 r.
- Adobe Caslon – inspirowany krojem wykonanym w Anglii przez Williama Caslona w latach 30. XVIII w.[1]

## Cechy
Omawiane antykwy w swojej formie odwołują się do sztuki barokowej – są dynamiczne i charakteryzują się znacznym wykorzystaniem przeciwieństw. W porównaniu do „pisanych” antykw renesansowych kształty liter w antykwie barokowej są bardziej wymodelowane. Natomiast ślad prowadzenia pióra nie jest tak widoczny jak we wcześniejszych formach. W piśmie barokowym po raz pierwszy pojawia się połączenie antykwy i kursywy w jednym wierszu.
Najistotniejsze cechy antykwy barokowej:
- prawie prosta oś litery,
- kontrastowość grubych i cienkich elementów liter oraz wysokości między minuskułą a majuskułą,
- kąt nachylenia kursywy wynosi najczęściej 15-20° i jest znacznie zróżnicowany w zakresie jednej odmiany,
- szeryfy odmiany prostej zaostrzone i obcięte prostopadle do linii bazowej pisma,
- szeryfy w kursywie są poziome i ostre,
- łezkowate zwieńczenia liter,
- oś cieniowania zawsze występuje pod kątem innym niż prosty,
- powiększona wysokość x.

## Przykładowe kroje
Janson, Caslon, Fleischmann, Fournier, Baskerville, Times New Roman, Georgia

## Zastosowanie
Antykw barokowych najczęściej używa się jako pism dziełowych i gazetowych ze względu na ich czytelność, trwałość i odporność na trudne warunki druku.